# Mario Nicolini
Pour les articles homonymes, voir Nicolini.
Mario Nicolini (né le 25 juin 1912 à Sassuolo et mort le 3 mars 1996 à Pise) est un footballeur italien qui évoluait au poste d'attaquant.

## Biographie

### Carrière de joueur

#### Carrière en club

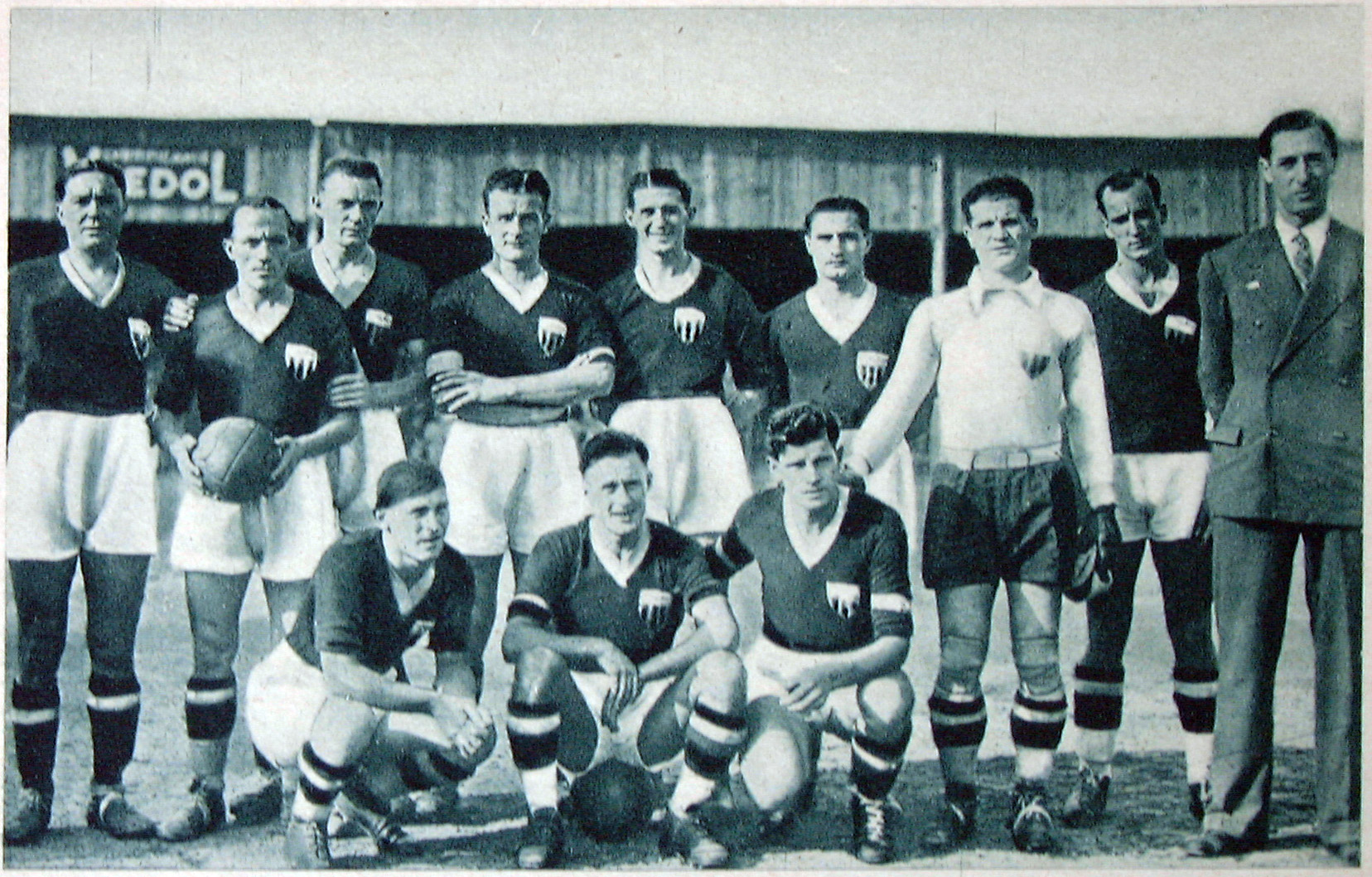
Mario Nicolini et ses coéquipiers de Catane

Mario Nicolini est joueur du Modena FC de 1929 à 1932.
Lors de la saison 1932-1933, il joue avec le Tarente FC.
De 1933 à 1935, Nicolini évolue sous les couleurs du Calcio Catane.
En 1935, il est transféré à l'US Livourne. Il remporte le championnat de deuxième division en 1937.
De  1937 à 1940, il joue avec l'AC Pise.
Après une dernière saison avec l'USC Pontedera, il raccroche les crampons.
Il dispute au total 21 matchs en première division italienne pour un but marqué.

#### Carrière en sélection
Il fait partie de l'équipe nationale italienne médaillée d'or aux Jeux olympiques de 1936. Il ne dispute aucun match durant le tournoi.

### Carrière d'entraîneur
Il poursuit une carrière d'entraîneur après sa carrière de joueur.

## Palmarès
| \| US Livourne - Championnat d'Italie D2 (1) : - Champion : 1936-37. \| \| Calcio Catane - Championnat d'Italie D3 (1) : - Champion : 1933-34. \| |  | Italie - Jeux olympiques (1) : - Or : 1936.                         |
| US Livourne - Championnat d'Italie D2 (1) : - Champion : 1936-37.                                                                                 |  | Calcio Catane - Championnat d'Italie D3 (1) : - Champion : 1933-34. |